# Susan Bertie
Susan Bertie, née en 1554, comtesse de Kent, est la fille de Catherine Willoughby, duchesse douairière de Suffolk, et de son deuxième mari, Richard Bertie.

## Biographie
Susan est la première enfant du deuxième mariage de sa mère Catherine Willoughby avec Richard Bertie. Elle a un frère cadet, Peregrine Bertie, qui succède à leur mère en tant que 13e baron Willoughby de Eresby.
La duchesse douairière et son deuxième mari, fervents protestants, s'exilèrent sur le continent avec Susan et son frère pour le reste du règne de la reine catholique Marie Ire, revenant seulement en 1559 au château de Grimsthorpe après l'accession au trône de la reine Elisabeth Ire, Susan étant alors âgée de cinq ans[réf. souhaitée].
Un registre des vêtements achetés pour Susan, son frère et la maisonnée en 1561 mentionne sa robe hollandaise en satin cramoisi, un filet à cheveux en or, la découverte d'une broche qu'elle a perdue et un luth acheté pour elle et son frère Peregine. Un portrait de Peregine et Susan est peint en 1562.
En 1570, à l'âge de seize ans, Susan épouse Reginald Gray de Wrest et quitte Grimsthorpe. Connu au moment de son mariage sous le nom de « Maître Grey », le mari de Susan est reconnu par Elisabeth Ire comme comte de Kent le 30 décembre 1571, à la suite d'une campagne menée par sa belle-mère Catherine Willoughby. Susan devient ainsi connue sous le nom de comtesse de Kent. Un an plus tard, le 15 mars 1573, le comte meurt.
Parce que le comte et la comtesse de Kent n'ont pas d'enfants, l'héritier du comté est le frère cadet du comte, âgé de trente-trois ans, Henry Lord Grey de Ruthin. Susan Bertie, âgée de dix-neuf ans, ne peut plus continuer à vivre dans la résidence du nouveau comte de Kent, est peut-être invitée à vivre à la Cour à cette époque. Si tel est le cas, l'invitation est probablement été lancée à la demande de la reine Elisabeth Ire, qui exerce souvent une surveillance bienveillante sur les jeunes dames de la pairie dans la même situation de Susan – la reine réagissant certainement avec colère au remariage de Susan en 1581,.
Son deuxième mari, Sir John Wingfield, est le neveu de Bess de Hardwick. Ils ont deux fils, Peregrine Wingfield, né en Hollande, vraisemblablement nommé d'après son frère, et Robert Wingfield. Wingfield meurt en 1596 lors de la prise de Cadix. Une nouvelle fois veuve, Susan est laissée sans moyens de subsistance. Elisabeth Ire lui accorde une pension à vie de 100 £ l'année suivante.

## Hommages
Emilia Lanier appelle Susan Bertie « la Maîtresse de ma jeunesse, / La noble guide de mes jours non gouvernés ». La poétesse fait en effet ses études sous la direction de la comtesse douairière de Kent, dont le cercle humaniste protestant a une profonde influence sur cette jeune écrivaine. La comtesse apprécie et souligne l'importance pour les jeunes filles de recevoir le même niveau d'éducation que les jeunes hommes. Elle est aussi célébrée par la poète au début du Salve Deus Rex Judaeorum (1611) comme la « fille de la duchesse de Suffolk ».